# Castianeira inquinata
Castianeira inquinata är en spindelart som först beskrevs av Tord Tamerlan Teodor Thorell 1890.  Castianeira inquinata ingår i släktet Castianeira och familjen flinkspindlar. Inga underarter finns listade.